# Mateusz (metropolita kijowski)
Mateusz (zm. 19 sierpnia 1220) – metropolita kijowski co najmniej od 1209 do 1220.

## Życiorys
Moment przybycia metropolity Mateusza do Kijowa nie został jednoznacznie ustalone. Możliwe, że został on wyznaczony na hierarchę kijowskiego już w 1201, przy założeniu, że to w tym roku zmarł jego poprzednik Nikifor II. Jest jednak również możliwe, że Nikifor zmarł dopiero po 1204, a katedra kijowska pozostawała nieobsadzona jeszcze przez kilka lat po zdobyciu Konstantynopola w czasie IV krucjaty, z powodu złej sytuacji Patriarchatu Konstantynopola. W przypadku przyjęcia tej wersji nominacja Mateusza na metropolitę kijowskiego mogła mieć miejsce dopiero po wyborze nowego patriarchy Konstantynopola w 1208, zaś jego przyjazd do Kijowa – w 1209. Antoni Mironowicz wskazuje 1201 jako moment objęcia urzędu przez Mateusza.
Podobnie jak jego poprzednicy, metropolita Mateusz pośredniczył w rozwiązywaniu konfliktów między książętami ruskimi, doprowadzając w 1211 do uznania Wsiewołoda Wielkie Gniazdo za pierwszego starszeństwem pośród nich. W tym samym roku metropolita wyświęcił na arcybiskupa nowogrodzkiego Antoniego, na miejsce usuniętego z katedry przez księcia Mścisława Mitrofana. Po śmierci Wsiewołoda Wielkie Gniazdo i podziale księstwa rostowskiego Mateusz zgodził się również na podział eparchii rostowskiej i wyświęcił w r. 1213 lub 1214 biskupa rostowskiego Pachomiusza, zaś w roku następnym (1214 lub 1215) biskupa włodzimierskiego Szymona.
W 1219 metropolita Mateusz zajmował się konfliktem o obsadę katedry nowogrodzkiej, o powrót na którą ubiegał się, po zmianie sytuacji politycznej w Nowogrodzie, Mitrofan, wbrew stanowisku arcybiskupa Antoniego. Metropolita przekazał arcybiskupstwo Mitrofanowi, przenosząc Antoniego na katedrę przemyską, nowo wyodrębnioną z metropolii halickiej.
Mateusz sprawował urząd metropolity do swojej śmierci w 1220.